# Max von Montgelas
Ne doit pas être confondu avec Maximilian von Montgelas.
Le comte Max von Montgelas (1860-1938) est un militaire et homme politique allemand.
Max von Montgelas a été expert en ce qui concerne la Kriegsschuldfrage dans la délégation allemande qui a signé le traité de Versailles.